# 국립 고고학 박물관 (아테네)
국립 고고학 박물관(그리스어: Εθνικό Αρχαιολογικό Μουσείο)은 그리스 아테네에 위치한 박물관으로, 고대 그리스 시대부터 비잔틴 시대에 이르는 수많은 유물과 조각품 및 미술품이 소장되어 있다. 신석기 시대부터 비잔틴 시대에 이르는 그리스 각지의 출토품 및 미케네 시대의 마스크, 단검, 컵, 조각상 등이 전시되어 있다.